# Коленковцы
Коленко́вцы (укр. Колінківці) — село в Топоровской сельской общине Черновицкого района Черновицкой области Украины.

## История
В центре села Коленковцы, в урочище Гаурянка, на левом берегу р. Рокитницы было древнее поселение XII—XIII вв. В двух км на восток от села в урочищах Кордон и Сератур обнаружены поселения Черняховской культуры (II—V вв. н. э.). Возле села обнаружено селение Трипольской (III тысячелетие до н. э.) культуры.
До 2020 года входило в Хотинский район

## Название села
Впервые село Коленковцы упоминается в документе, от 13 июня 1575 года под названием Кулічень. Со временем название менялось, и в XVIII в. село впервые упоминается как Каленкауцин в 1771 году (реестр 1771 г.). Согласно одной из версий название села происходит от его расположения — «село на горбах» (на молдавском языке «satul pe coline»), так как село лежит на холмах. На австрийских картах XVIII в. — Колинковитц (карта 1774 г.). Во время переписи 1817 года — Калликавитц.

## География
Коленковцы расположены на северо-западе Хотинского района на границе с Новоселицким районом на стыке Хотинской высоты и Новоселицкой равнины на расстоянии 36 км от районного и за 20 км — от областного центра, в 16 км от железнодорожной станции Магала. В селе проходит шоссе областного значения. Проживает 5584 человек 26 национальностей.
Население по переписи 2001 года составляло 5245 человек. Почтовый индекс — 60023. Телефонный код — 3731. Код КОАТУУ — 7325084001.
В селе протекает левая притока р. Прут — речка Рокитныца (Рокитна). С северо-западной и северной сторон села растут леса с преобладанием бука, граба, дуба, березы. В лесах много ягод, грибов, лекарственных растений. Животный мир представлен: лосями, косулями, дикими кабанами, лисицами, зайцами и другими мелкими грызунами и большим разнообразием птиц. В лесу есть старый дуб, который местные жители называют дубом Чапаева.
Климат умеренно-континентальный. Среднегодовая температура воздуха 7.9-8.2 °С, осадков за год выпадает 600—650 мм, весна умеренно влажная, теплая и начинается в первой декаде марта. Снег сходит быстро — за полторы — две недели, температура повышается до +15 °С. Лето умеренно теплое, средне влажное, долгое, средняя температура июня +20 +25 °С; бывают грозы и ливни. Осень в основном теплая, наступает в первой — второй декаде сентября. Дожди выпадают редко; потом увеличивается туманность, наблюдаются кратковременные заморозки и снегопады. Зима умеренно холодная. Температура января — 5 °С. Средняя толщина снежного покрова — 20 см.

## Культура и образование
На территории села действует Коленковская ЗОШ I—III ступеней, построенная в 1989 году, где есть художественная, музыкальная (класс фортепиано и гитары), спортивная и компьютерной грамотности. В школе учится 620 детей, работает 70 педагогов. Язык обучения украинский, дополнительно — английский, французский и румынский.

## Монастырь Святого Ровноапостольного князя Владимира
Монастырь заложен 21 августа 1997 года. 2004 года Митрополит Кишиневский и всея Молдовы Владимир (Кантарян) и митрополит Черновицкий и Буковинский Онуфрий (Березовский) освятили Свято-Владимирский храм.

## Символика

### Герб
Щит поделён вилоподобным крестом. На первом синем (лазурном) поле золотой равносторонний крест. На втором красном поле цветок яблони. На третьем жёлтом (золотом) поле орешек бука. В низу щита три зелёных холма. Щит вписан в золотой декоративный картуш и увенчан золотой сельской короной. В низу картуша надпись «КОЛІНКІВЦІ» и «1575».
Жёлтый и лазурный цвета в полях щита — цвета государственного флага. С красным, цвета напоминают молдовский триколор — этническое происхождение села. Зелёный цвет в нижней части щита — цвет флага области. Холмы напоминают о происхождении названия села от его расположения — «село на холмах» (на молдавском языке satul pe coline). Золотой равносторонний крест — символ Колинковецкого монастыря Святого Равноапостольного князя Владимира. Цветок яблони символизирует сады, а орешек бука — леса на севере села. Надпись «1575» — первое письменное упоминание о селе.

## Персоналии
- Анатычук Лукьян Иванович (1937—2024) — академик, специалист в области термоэлектрики.
- Владимир Кантарян (р. 1952 г.) — митрополит Кишинёвский и всея Молдовы